# 白柳镇 (枞阳县)
白湖乡，是中国安徽省中南部、长江北岸枞阳县下辖的一个乡镇级行政单位。

## 行政区划
白湖乡下辖以下地区：
公塥社区、公塥村、古楼村、龙城村、桂元村、山河村、小岭村、龙井村和旸岭村。